# Ruellia metzae
Ruellia metzae är en akantusväxtart som beskrevs av Benjamin Carroll Tharp. Ruellia metzae ingår i släktet Ruellia och familjen akantusväxter. Inga underarter finns listade i Catalogue of Life.